# Colombelles
Colombelles är en kommun i departementet Calvados i regionen Normandie i norra Frankrike. Kommunen ligger i kantonen Cabourg som ligger i arrondissementet Caen. År 2022 hade Colombelles 7 015 invånare.

## Befolkningsutveckling
Antalet invånare i kommunen Colombelles
Referens: INSEE